# موستا
موستا 
(به مالتی: Mosta) شهری در ناحیهٔ مالت شمالی واقع در کشور مالت است که در سال ۱۹۹۵ میلادی ۱۶٫۷۵۴ نفر جمعیت داشته اما جمعیت آن در سال ۲۰۰۵ میلادی ۱۸٫۶۷۶ نفر بوده‌است.